# شرکت پتروشیمی خارک
شرکت پتروشیمی خارک (سهامی عام) شرکت پتروشیمی ایرانی است که با هدف جلوگیری از سوزاندن گازهای حاصل از استخراج نفت در منطقه فلات قاره ایران (جزیره خارک) و تبدیل آن به محصولات با ارزش در سال ۱۳۴۶ به ثبت رسید.

## تاریخچه
این شرکت از ۱۵ آبان ۱۳۴۸ به بهره برداری رسیده است. طراحی اولیه آن از اوایل سال ۱۳۴۴ توسط شرکت J.E.PRITCHARD و اجرای آن توسط شرکت چیودا ژاپنی و با مشارکت پنجاه – پنجاه بین شرکت ملی صنایع پتروشیمی و شرکت آموکو با سرمایه ۹۰۰ میلیون ریال انجام شده است.
در طرح توسعه این شرکت در سال ۱۳۷۳ بمنظور جلوگیری از سوزاندن گازهای سبک و تبدیل آن به فرآورده‌های با ارزش ، طرح احداث واحد متانول خارک با سرمایه ۱۴۹٫۵ میلیون دلار و ۴۶۰٫۵ میلیارد ریال شروع و در سال ۱۳۷۸ نیز با موفقیت به بهره برداری رسید.

### تبدیل به سهامی عام
این شرکت در تاریخ ۲۱ شهریور سال ۱۳۷۵ از سهامی خاص به سهامی عام تبدیل و در تاریخ ۲۶ دی ماه سال ۱۳۷۷ در سازمان بورس اوراق بهادار پذیرفته شد.در حال حاضر شرکت پتروشیمی خارک دارای ۶ میلیارد سهم به ارزش ۶۰۰۰ میلیار ریال است. محصولات مجتمع شرکت پتروشیمی خارک شامل متانول، گوگرد، پروپان، بوتان، نفتا (گسولین) است.

#### موقعیت جغرافیایی
این شرکت در استان بوشهر، جزيره خارک، مجتمع پتروشيمی خارک واقع شده است.

#### هیئت مدیره
این شرکت توسط شش عضو هیئت مدیره مدیریت می‌شود.  حسن شاه ولدي، رئیس هیئت مدیره، حامد فهزادي، نائب رئیس هیئت مدیره، محمد رضا تفقدراستي، عضو هیئت مدیره، حسن وفائي، عضو هیئت مدیره، ابراهيم رادوافزون، عضو هیئت مدیره، عباس كريمي، مدیر عامل و عضو هیئت مدیره این شرکت هستند.

## سهامداران
این شرکت دارای هفت شرکت سهامدار است. شركت گروه پتروشيمي تابان فردا (سهامي عام) ، شركت سرمايه گذاري نفت و گاز و پتروشيمي تامين(سهامي عام)، شركت سرمايه گذاري صندوق بازنشستگي كشوري (سهامي عام)، موسسه صندوق بازنشستگي ، وظيفه و از كار افتادگي كاركنان بانكها، شركت پتروشيمي فن آوران(سهامي عام)، شركت سرمايه گذاري آتيه صبا(سهامي خاص) و شرکت شركت صادرفر(سهامي خاص) که سهامداران شرکت پتروشیمی خارک به حساب می‌آیند.

## محصولات
محصولات شرکت پتروشیمی خارک شامل موارد زیر است.

#### متانول
متانول، متیل الکل، الکل متیلیک، کاربینول یا الکل چوب که ساده‌ترین نوع الکل‌هاست با فرمول شیمیایی CH3OH شناخته می‌شود. متانول از فعالیت بی‌هوازی گونه‌های زیادی از باکتری‌ها تولید می‌شود و در نتیجه مقدار اندکی از بخار متانول وارد جو می‌شود.

#### پروپان
از گاز پروپان برای سوخت رسانی به مناطق دوردست به صورت LPG استفاده می‌شود. گاز پروپان غیر قابل حل در آب و ناقطبی است. خرید و فروش گاز پروپان در جهان با خلوص متفاوت از ۵٪ در امریکا تا ۳۰٪ در اروپا انجام می‌گیرد.

#### بوتان
میزان تولید بوتان  ۱۲۰/۰۰۰ متر یک تن در سال است که این محصول بعنوان سوخت مصرف داشته و در تولید الفین‌ها نیز مورد استفاده قرار گیرد.

#### گوگرد
گوگرد بعنوان ماده اولیه در کارخانجات تهیه ترکیبات گوگردی، اسید سولفوریک، کودهای مصنوعی، عایق‌های الکتریکی، صنایع داروئی و کارخانجات تولید لاستیک، باروت و کبریت و صنایع بهداشتی مورد استفاده قرار می‌گیرد.در شركت پتروشيمي خارك گوگرد بصورت گرانول توليد می‌شود

#### پنتان+C5
میزان تولید ۷۰/۰۰۰ متر یک تن در سال است و علاوه بر سوخت در تهیه الفین‌ها مورد مصرف دارد.

## خوراک
خوراک مجتمع پتروشیمی خارک روزانه حدود ۴میلیون مترمکعب گازهای همراه استحصال شده از استخراج نفت مناطق دریایی و خشکی شرکت نفت فلات قاره شامل انواع هیدروکربن‌های سبک و سنگین و همچنین ترکیبات گوگردی است. ظرفيت خوراك دريافتي مجتمع پتروشيمي بالغ بر 150MMSCFD برابر با 150 ميليون فوت مكعب استاندارد در روز است كه مشتمل بر 105MMSCFD گاز فشار بالا و 45MMSCFD گاز فشار پايين به حساب می‌آید.

## بورس
شرکت پتروشیمی خارک در سال ۱۳۷۷ در سازمان بورس و اوراق بهادار پذیرفته شد و هم اکنون حجم سرمایه آن به ۶هزار میلیارد ریال رسیده است. این شرکت در بورس با نماد "شخارک" فعالیت می‌کند.

## صادرات
مجتمع پتروشیمی خارک برای صادرات تولیدات خود دو اسکله اختصاصی دارد که هریک شامل یک سکوی اصلی و هشت سکوی فرعی هستند که از طریق یک راهرو به ساحل متصل شده و قابلیت بارگیری کشتی‌هایی با ظرفیت ۴۵هزار تن را دارند.

## طرح توسعه فاز ۲ تولید متانول
شرکت پتروشیمی خارک برای توسعه فعالیت‌های صنعتی و تولیدی خود، پروژه ساخت متانول ۲ را در دستور کار خود قرار داد که ظرفیت تولیدی این مجتمع به روزانه ۴هزار و ۵۰۰ تن و سالانه بیش از۴ میلیون تن خواهد رسید. بخش‌های انجام شده این فاز توسعه‌ای پتروشیمی خارک شامل دریافت لیسانس از شرکت Johnson Matthey انگلیس، اخذ مجوزهای لازم از وزارت نفت برای اجرای پروژه و استحصال زمین احداث طرح متانول۲ از دریا و آماده‌سازی آن برای انجام عملیات ساخت و نصب می‌شود. همچنین انجام فعالیت‌های مهندسی پایه توسط شرکت Davy Process Technology انگلیس و انجام بخشی از مهندسی تفصیلی توسط یکی از شرکت‌های ایرانی از دیگر اقدامات انجام‌شده برای اجرای فاز توسعه‌ای متانول ۲ پتروشیمی خارک به شمار می‌آید.

## مسئولیت‌های اجتماعی
ساخت مدرسه شهدای پتروشیمی خارک با زیر بنای ۱۳۰۰ متر مربع و با اعتباری بالغ بر ۵۵۰ میلیارد ریال با هدف افزایش سرانه آموزشی، احداث جایگاه سوخت اسکله صیادی، تجلیل از خبرنگاران، برگزاری مسابقات ورزشی از جمله فعالیت‌های این شرکت در زمینهٔ عمل به مسئولیت‌های اجتماعی است.